# شتافن
شتافن (به آلمانی: Staven) یک شهر در آلمان است که در مکلنبورگیشه زنپلاته واقع شده‌است. شتافن ۵۱۳ نفر جمعیت دارد.